# Louk Sorensen
Louk Sorensen (* 7. Januar 1985 in Schwäbisch Hall) ist ein irischer Tennisspieler. Seit Anfang 2016 wird er auf der ATP-Homepage als inaktiv geführt.

## Karriere
Louk Sorensen spielt hauptsächlich auf der ATP Challenger Tour und der ITF Future Tour. Er feierte bislang vier Einzel- und einen Doppelsieg auf der Future Tour. Auf der Challenger Tour gewann er bis jetzt das Turnier in Wolfsburg im Jahr 2008. Zum 8. September 2014 durchbrach er erstmals die Top 200 der Weltrangliste im Einzel und seine höchste Platzierung war ein 175. Rang im September 2014.
Sein Debüt im Einzel auf der ATP World Tour gab er im Januar 2010 bei den Aircel Chennai Open, wo er sich für das Hauptfeld qualifizierte, dann jedoch klar in zwei Sätzen gegen Stéphane Robert verlor. Bei den darauffolgenden Australian Open im Jahre 2010 gewann er überraschend als Qualifikant seine Auftaktpartie gegen Lu Yen-hsun, verlor dann aber in der zweiten Runde gegen John Isner glatt. Das nächste Maindraw erreichte er bei den US Open 2011, unterlag hier aber bereits in der 1. Runde. Das vorerst letzte Hauptfeld erreichte er beim MercedesCup im Juli 2014. Hierbei konnte er als Lucky Loser die 1. Runde gewinnen, verlor dann aber im Achtelfinale gegen den späteren Turniersieger Roberto Bautista Agut in drei Sätzen. Mit seinem Sieg in der ersten Runde der US Open 2010 ist Sorensen der bislang einzige Ire, der auf der Grand-Slam-Ebene ein Spiel in der Open Era gewinnen konnte.
Louk Sorensen spielt seit 2005 für die irische Davis-Cup-Mannschaft. Für diese trat er in zehn Begegnungen an, wobei er im Einzel eine Bilanz von 10:2 aufzuweisen hat.
Seit Anfang 2015 spielte Sorensen kein Profiturnier mehr.

## Erfolge
| Legende (Anzahl der Siege)  |
| Grand Slam                  |
| ATP World Tour Finals       |
| ATP World Tour Masters 1000 |
| ATP World Tour 500          |
| ATP World Tour 250          |
| ATP Challenger Tour (1)     |

### Einzel

#### Turniersiege
| Nr. | Datum        | Turnier   | Belag       | Finalgegner    | Ergebnis       |
| --- | ------------ | --------- | ----------- | -------------- | -------------- |
| 1.  | 2. März 2008 | Wolfsburg | Teppich (i) | Farrux Doʻstov | 7:67, 4:6, 6:4 |